# Тразибул
Тразибул (грч. Θρασύβουλος, до 388. п. н. е.) је атински државник, војсковођа и вођа демократске фракције. Постао је вођа отпора против олигархије након олигархијског преврата 411. п. н. е. Демократски настројени морнари на Самосу изабрали су га за генерала. Као генерал заслужан је за позивање Алкибијада из егзила. Са Алкибијадом је после тога много сарађивао и заједно су заслужни због неколико победа у поморским биткама током 411. и 410. п. н. е. Након атинског пораза у Пелопонеском рату Спарта је наметнула Атини олигархијску власт, познату као Тридесеторица тирана. Тразибул је 404. п. н. е. са малом групом истомишљеника дошао у Атику, где је дигао устанак, поразио спартански гарнизон, а затим и саме олигархе. Након тога поново је успоставио демократију у Атини срушивши олигархијски поредак. Тразибул се залагао за политику отпора спартанској хегемонији и тражио је начина како би обновио стару атинску моћ. Погинуо је 388. п. н. е. током Коринтског рата.

## Детињство и младост
Готово ништа се не зна о Тразибуловом пореклу. Вероватно је рођен између 455. и 441. п. н. е. Био је ожењен и имао је двоје деце. Постоји неколико чињеница, које указују да потиче из богате породице. Био је тријерарх, а постоје и подаци како му је син платио казну од 10 таланата. До 411. п. н. е. Тразибул се не спомиње у изворима.

## Олигархијски преврат 411. п. н. е.
Након пропасти сицилијанске експедиције 413. п. н. е. Атина се нашла у огромној кризи. Започела је побуна атинских савезника и прелазак на страну Спарте. Пелопонешка флота је помагала атинским савезницима да се одметну од Атине. Атина је тада посегла за својим резервним фондом да би поново изградила довољно бродова и да би успоставила поморску базу на Самосу. У општој атмосфери кризе атински аристократи, који су одавно прижељкивали преврат и пад демократије, почели су јавно да агитују за промену власти. Формирали су заверу да изврше олигархијски преврат. Намеравали су да позову и Алкибијада, кога је демократска власт прогнала. Олигарси су започели своје планове на Самосу, где су успешно охрабрили олигархе са Самоса да започну сличан преврат.
Међу модерним историчарима постоји неслагање око тога да ли је Тразибул био укључен у олигархијску заверу. Доналд Каган сматра да је Тразибул био укључен и да је подржавао умерену олигархију, али да се дистанцирао од њих због неких екстремних потеза завереника. Робер Бак сматра да Тразибул никада није био укључен у заверу, вероватно зато што је био одсутан са Самоса у кључном тренутку. Након повратка у Атину завереници су извршили преврат и успоставили олигархију четири стотине. Међутим државни удар на Самосу није успео. Демократе на Самосу сазнале су за заверу и обавестили су четири истакнута Атињана, генерале Леона и Диомеда и хоплите Трасибула и Трасила. Уз подршку њих и атинских војника демократе са Самоса успеле су да спрече заверенике у покушају преузимања власти.

## Војска на Самосу против олигархије
Послали су један брод у Атину да би обавестили град о успешном спречавању завере. Када је брод стигао у Атину, посада је ухапшена, а нова олигархијска власт у Атини није била одушевљена победом демократије на Самосу. Војници на Самосу су тада сменили своје генерале и изабрали нове за које су веровали да су истрајнији у подршци демократији. Међу њима су били Тразибул и Тразил. Војска је нагласила да се није побунила против свога града Атине, него да се град побунио против њих. Наставили су да воде рат против Спарте.

## Повратак Алкибијада
Тразибул је позвао Алкибијада и то је била једна од првих акција. Када је наговорио своје морнаре да подрже повратак Алкибијада Тразибул је отишао по Алкибијада. Вратио се са Алкибијадом на Самос. Циљ Тразибулове политике био је да смањи персијску подршку Спарти, а веровало се да Алкибијад може много да постигне утицајем на персијског сатрапа Тисаферна. Поред Трасибула и осталих и Алкибијад је био изабран за генерала. Након побуне на Еубеји влада 400 олигарха у Атини била је збачена и замењена је широм олигархијом.

## Тразибул учествује у неколико атинских поморских победа
Тразибул је командовао атинском флотом током неколико великих поморских битака. За време битке код Киносеме заповедао је једним крилом. Пошто је раширио своје крило спречио је опкољавање и на тај начин спречио је атински пораз. Битка је завршила атинском победом. Краткои време након тога Тразибул је поново командовао једним крилом атинске флоте у бици код Абида, која је завршила атинском победом.
Тразибул је командовао и једном ескадром атинске флоте у бици код Кизика. Битка је завршила сјајном атинском победом. У тој бици Атињани су навукли спартанску флоту да следи 20 Алкибијадових бродова. Када су се спартански бродови удаљили довољно далеко од Кизика појавила су у њиховој позадини два атинска ескадрона под заповедништвом Тразибула и Терамена. Они су им одсекли одступницу. Спартанска флота се нашла у замци, па су побегли на једну плажу. Током бега су имали губитака. Алкибијадова војска се искрцала са намером да зароби спартанске бродове. У близини се налазила персијска војска, која је помагала Спартанцима и почела је да потискује Атињане, али тада је Тразибул искрцао своју војску и наредио је Терамену да учини исто. Јача атинска војска надјачала је и потиснула Спартанце и Персијанце. Заробили су све спартанске бродове, који претходно нису били уништени.

## Пад Алкибијада и Тразибулова смена
Током 409. и 408. п. н. е. Тразибул је командовао, али тешко је одредити његове акције из тога периода. Изгледа да је много времена провео у Тракији, где је заузимао градове, који су раније били у савезништву са Атином. Осим тога обновио је наплату данка у том подручју. Током 407. п. н. е. био је у команди флоте, која је опседала Фокеју. Међутим морали су да напусте опсаду, када су Спартанци под Лисандром победили у бици код Нотијума. Због тога пораза Алкибијад је поново отишао у егзил. Од тога тренутка Тразибул више није био у команди.

## Битка код Аргинуских острва
Тразибул се поново вратио 406. п. н. е. за време битке код Аргинуских острва. Послали су га као тријерарха у атинској флоти, која је ишла да одблокира адмирала Конона, који је био у Митилени. Та битка је представљала велику атинску победу. Након битке главнокомандујући генерали узели су већину бродова да би напали флоту Пелопонежана, која је блокирала Конона. Тријерархе Тразибула и Терамена су оставили са задатком да спасавају преживеле морнаре са много атинских потонулих бродова. Изненадна олуја спречила је обе операције. Тада се утопио много атинских морнара (између 1.000 и 5.000). Избио је велики политички скандал и жестока дебата између Терамена и атинских генерала ко је крив за несрећу. Након тога генерали су осуђени на смрт. Не зна се тачно зашто је Тразибул био слабо укључен у ту дебату.

## Рушење тридесеторице тирана
Тразибул је био један од првих, који се супростављао олигархији, па је одмах након успоставе олигархије протеран у Тебу. Тебански вођа Исменија и његови следбеници помагали су Тразибулу да се врати у Атину. Тразибул је уз помоћ 70 протераних децембра 404. п. н. е. заузео Филу, која се налазила на граници Беотије и Атике. Олуја је спречила атинске олигархе да му одмах преотму Филу, а касније су се Тразибулу прикључио велики број протераних из Атине, па је Тразибулова војска непрекидно расла. Против Тразибула је кренуо спартански гарнизон уз помоћ атинске коњице, али Тразибул је са 700 својих следбеника изненада напао њихов логор, убио 120 Спартанаца, а остале натерао у бег. Пет дана након тога Тразибул је оставио 200 војника у Фили, а са 1.000 војника је кренуо на атинску луку Пиреј. Утврдио се у Мунихији, брду, које је доминирало над луком и ту је чекао напад олигархијске и спартанске војске. Тразибул је имао пет пута мање војске од нападача, али налазио се на повољном положају. У бици, која је уследила протерани и Тразибул победили су, а убили су и Критију, главног вођу тридесеторице тирана. После тога пораза заседало је Веће 3.000 и свргли су Тридесеторицу тирана и уместо њих изабрали су Десеторицу, по једнога из сваке филе. Након пораза Тридесеторица су побегли у Елеузину. Нове вође, тј. Десеторица нису могли да се нагоде са Тразибулом, па су молили Спарту да им помогне. Помоћ су тражила и Тридесеторица. Очекивали су да ће као и раније Лисандар стати на њихову страну. Паусанија II је уверио већину ефора да Лисандар води погрешну политику, па су ефори Паусанији поверили задатак да среди ситуацију. Паусаније је једва победио Тразибулову војску, а након тога утаначио је договор између Тразибула и Десеторице. У Атини је успостављена демократија, а олигарси, који су то желели могли су да се повуку у Елеузину. Тразибул је предложио закон по коме се даје амнестија већини олигарха. На тај начин спречио је бруталне одмазде, па су га због тога његови суграђани крунисали круном од маслинових гранчица.

## Касније акције
Поново је успостављена демократија 403. пре н. е, а Тразибул је био главни вођа. На челу државе брзо га је заменио Архин. Тразибул се изгледа залагао за радикалније демократску политику, коју народ у то време није био спреман да прхвати. Предлагао је да се политичари поново плаћају, а тражио је и да се омогући право грађанства свим метицима и странцима, који су се борили против тридесеторице тирана.
У почетку је био опрезан, да не би увредио Спарту, али када је почетком Коринтског рата Персија почела да подржава Атину Тразибул се залагао за агресивније акције. Он је иницирао градњу дугих зидова, који су били срушени на крају Пелопонеског рата. Заповедао је атинским контингентима у бици код Немеје и у бици код Коронеје 394. п. н. е. Та два пораза политички су му наштетили, па је смењен и на чело државе је дошао Конон, који је победом у бици код Книда 394. п. н. е. окончао спартанске снове о поморској империји.
Док је Конон побеђивао у поморским биткама засењивао је Тразибула. Међутим 392. п. н. е. Конон је учествовао на мировној конференцији у Сарду и тада га је ухапсио персијски сатрап Тирибаз. Био је ослобођен, али је онда умро на Кипру. Тразибул је предводио факцију, која се супростављала мировној понуди.

## Тразибулова погибија
Током 389. п. н. е. ишао је да скупља данак од градова око Егеја и да помогне Родос, где се демократска влада борила против Спарте. Родос је био под поморском блокадом Телеутије. Пошто је утврдио да нема опасности за демократску странку на Родосу и да због спартанске флоте ништа не може да подузме одлучио је да крене према Хелеспонту. Није могао да заузме Сест и Абид, које је контролисао спартански војсковођа Деркилида. Међутим током похода заузео је Византиј, оборио олигархију и успоставио демократију у Византију. Поред тога успоставио је царину од 10% за бродове, који пролазе кроз Хелеспонт. Сакупљао је данак са многих егејских острва. Током 388.пре Христа одлучио је да крене према Родосу. У долини Меандра његови војници су поред утеривања пореза пљачкали територију Аспенда, па су се грађани Аспенда осветили и напали су ноћу атински логор. Тада су убили Тразибула у његовом шатору.

## Значај Тразибулових похода у Коринтском рату
Персија је била уплашена да ће се обновити атинска империја, па су због тога Персијанци променили страну и почели су да помажу Спарту. Персијска флота се убрзо нашла у Хелеспонту и почела је да угрожава атинско снабдевање житом. Мир је брзо био закључен под истим оним условима, које су Атињани одбили 392. п. н. е. Иако су Тразибилови походи били успешни у ширењу атинског утицаја они нису имали дугорочни ефекат, јер је Персија присилила Атињане да предају оно што су добили.

## Мишљења историчара
Тразибула сматрају успешним војсковођом. Већина античких историчара драматичне атинске победе из 411. п. н. е. приписују Алкибијаду, а неколико њих укључујући Корнелија Непоса истичу одлучну улогу, коју је у тим биткама имао Тразибул. Савремени историчари попут Доналда Кагана и Робета Бака подржавају ту анализу и истичу улогу, коју је Тразибул имао у осмишљавању атинске стратегије у тим биткама, а посебно одлучне акције у бици код Кизика, када је спасио Алкибијадову војску и претворио атински пораз у победу. Роберт Бак сматра да су многи антички историчари били антидемократски оријентисани, па су због тога минимизирали успехе једнога од највећих заговорника демократије. Џон Фајн истиче милосрђе, које је показао Тразибул након победе над тридесеторицом тирана. Био је то кључан допринос поновном успостављању стабилне власти у Атини. Док су многи други градови-државе упали у зачарани циклус грађанских ратова и одмазди Атина је остала уједињена и демократска, без прекида, све до близу краја трећег века пре Христа. Тразибул је заслужио похвалу као атински патриота и принципјелни демократа. Модерни историчари га критикују јер није уочио да Атина није више могла у 4. веку пре Христа да одржава империјалну политику. Роберт Бак сматра да Тразибул никако није могао да прихвати да Атина након многих губитака у Пелопонеском рату не може да се врати на стазу старе славе. Тразибул је био способан војсковођа, а посебно способан за поморско ратовање. Био је и компетентан говорник, али често би га засенили или гурнули на страну харизматичније или успешније вође. Бак га пореди са Винстоном Черчилом, који се залагао за империјалну политику и који се чврсто држао својих уверења након што би се точак историје окренуо против њих. И Черчил и Тразибул су се истакли у најгорима временима по своју земљу.